# Liste von Persönlichkeiten der Stadt Kyritz
Diese Liste enthält in Kyritz geborene Persönlichkeiten.

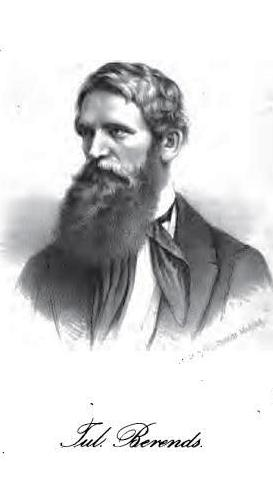
Julius Berends

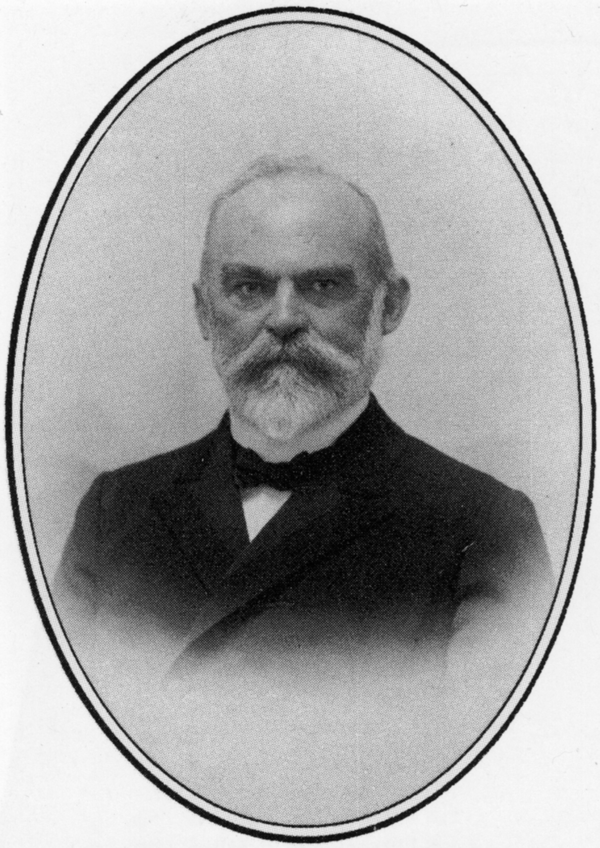
Carl Diercke

- Hans Christoph Graf von Königsmarck (1600–1663), deutscher Heerführer in schwedischen Diensten
- Julius Berends (1817–1891), Politiker und Publizist
- Carl Diercke (1842–1913), Kartograf und Herausgeber des Diercke Schulatlas
- Emil Knaake (1852–1932), Lehrer und Autor
- Lothar Persius (1864–1944), Marineoffizier und Autor
- Justus Hermann Wetzel (1879–1973), Komponist
- Rafael von Uslar (1908–2003), Prähistoriker
- Friedrich Hecht (1918–2019), Politiker (SED)
- Hans-Michael Maertens (1939–2015), Abgeordneter des Landtages Sachsen-Anhalt (CDU)
- Jürgen Bortz (1943–2007), Statistiker und Psychologe
- Barbara Wolff (* 1951), Fotografin
- Burkhard Freese (1956–2013), Radsportler
- Uwe Freese (* 1957), Radsportler und Trainer
- Ramona Storm (* 1958), Politikerin
- Michael Höhle (* 1961), Kirchenhistoriker
- Wolfgang Katschner (* 1961), Lautenist und Dirigent
- Katharina Gericke (* 1966), Dramatikerin
- Jens Köppen (* 1966), Ruderer, Bronzemedaillen-Gewinner bei Olympia
- René Rensch (* 1969), Ruderer, Silbermedaillen-Gewinner bei Olympia
- Nicole Markwald (* 1974), Journalistin
- Ralf Reinhardt (* 1976), Landrat
- Björn Brunnemann (* 1980), Fußballspieler
- Christine Beier (* 1983), Handballspielerin
- Sarah Settgast (* 1984), Designerin und Autorin
- Christian Hefenbrock (* 1985), Speedway-Fahrer
- Peter Heller (* 1989), Moderator
- Erik Röhrs (* 2001), Volleyball- und Beachvolleyballspieler